# Pýrgos (Kavála)
Pýrgos, en grec moderne : Πύργος, est un village du dème de Pangéo dans le district régional de Kavála en Macédoine-Orientale-et-Thrace en Grèce.
Selon le recensement de 2011, la population du village s'élève à neuf habitants.